# Otto Heese
Otto Heese (* 17. März 1891 in Nauen; † 13. Juni 1968 ebenda) war ein deutscher kommunistischer Gewerkschaftsfunktionär und Widerstandskämpfer gegen den Nationalsozialismus.

## Leben
Otto Heese besuchte die sechsstufige Knabenvolksschule und erlernte von 1905 bis 1909 das Maurerhandwerk. Nach dem Ende der Lehre trat Heese dem Zentralverband der Maurer Deutschlands bei. Ende 1909 zog er nach Hamburg, wo er für kurze Zeit in seinem Beruf tätig war. Um neue berufliche Erfahrungen zu sammeln, ging Heese bald darauf nach Baltimore. Bereits 1913 kehrte er zurück nach Deutschland.
Im Ersten Weltkrieg verurteilte ein Kriegsgericht in Wilhelmshaven Heese 1915 wegen Gehorsamsverweigerung zu zweieinhalb Jahren Haft. Nach 13 Monaten Haftzeit im Marinegefängnis Köln wurde er entlassen. Ende Oktober 1918 nahm Heese am Aufstand der Matrosen des Schiffs Helgoland in Wilhelmshaven teil. An den Kämpfen der Novemberrevolution beteiligte er sich in Kiel, Lübeck, Hamburg und Berlin.
Nach dem Ende der Novemberrevolution zog Heese zurück nach Nauen. Im März 1919 wurde er Mitglied der KPD. Für die Partei und die Gewerkschaft engagierte sich Heese in Nauen sowie in den Kreisen Ost- und Westhavelland. Heese war von 1924 bis 1933 Stadtverordneter der KPD in Nauen. Zudem war er Mitglied des Roten Frontkämpferbundes (RFB). Von 1928 bis 1930 war er Ortsgruppenleiter und 1932/33 politischer Leiter der KPD Nauen. Mehrmals war Heese aufgrund seiner politischen Tätigkeiten für die KPD und ihrer Nebenorganisationen für mehrere Wochen und Monate in Haft. Von 1926 bis 1932 übernahm er den Vorsitz des Ortsausschusses des Allgemeinen Deutschen Gewerkschaftsbundes (ADGB) in Nauen. Zudem war Heese von 1929 bis Anfang 1932 zweiter Vorsitzender des Deutschen Baugewerksbundes. Wegen Unterstützung der Revolutionären Gewerkschafts-Opposition (RGO) wurde Heese 1932 aus dem freigewerkschaftlichen Baugewerksbund ausgeschlossen. Danach übernahm Heese die Unterbezirksleitung im kommunistischen Einheitsverband der Land- und Forstarbeiter (EVLF), einer kleinen RGO-Gewerkschaft, in Ost- und Westhavelland.
Nach der Machtübernahme der Nationalsozialisten tauchte Heese aufgrund der Gefahr einer Verhaftung in Berlin-Moabit unter. Gemeinsam mit dem Kommunisten Erich Grau beteiligte er sich an der Herstellung und Verbreitung von illegalen kommunistischen Flugschriften. Auf der Landstraße nach Bredow wurde Heese am 6. Mai 1933 verhaftet. Zunächst kam er ins Polizeigefängnis Nauen. Mithilfe eines „Schutzhaftbefehls“ wurde Heese am 17. Mai 1933 in das KZ Börnicke überführt, das als eines der ersten Konzentrationslager gilt. Am 15. Juli 1933 überstellten ihn die NS-Verfolger in das KZ Oranienburg. Zeitweise wurde er in einem Außenlager des KZ, dem „Rittergutsvorwerk Elisenau“, zu Bauarbeiten verpflichtet. Am 13. Juli 1934 entließ man ihn aus der Haft. Ende Oktober 1934 kam Heese erneut für einige Wochen in Untersuchungshaft, da die Gestapo Heese verdächtigte, weiterhin am Aufbau illegaler kommunistischer Strukturen in Nauen und Umgebung beteiligt gewesen zu sein. Während der gesamten Zeit des Nationalsozialismus stand Heese unter Beobachtung der Gestapo und anderer NS-Behörden. Im Rahmen der Aktion Gitter nach dem gescheiterten Attentat auf Hitler am 20. Juli 1944 wurde Heese nochmals verhaftet. Er kam am 20. August 1944 in das KZ Sachsenhausen, wo man ihn bald darauf, am 9. September 1944, wieder entließ.
Noch im Februar 1945 wurde Heese von der Wehrmacht zum Kriegsdienst eingezogen und nach Prag gebracht. Im April 1945 entfernte sich Heese von der Truppe. In der Nähe von Görlitz geriet er in Gefangenschaft der sowjetischen Armee. Aus der Kriegsgefangenschaft wurde er bereits Ende Juli 1945 wieder entlassen.
Ab August 1945 lebte Heese erneut in Nauen. Er gehörte zunächst der wiedergegründeten KPD, ab 1946 der SED an. Von September 1946 bis Januar 1951 übernahm Heese das Mandat eines Stadtverordneten und unbesoldeten Stadtrates in Nauen. Zugleich war Heese 1946/47 Abgeordneter im Brandenburgischen Landtag, von 1948 bis 1950 Mitglied der SED-Ortsleitung und mit Beginn des Jahres 1951 Mitglied der SED-Stadtbezirksleitung. Von August 1945 bis August 1948 war Heese zudem hauptamtlicher Vorsitzender des Freien Deutschen Gewerkschaftsbundes (FDGB) im Osthavelland. Auch der Vereinigung der Verfolgten des Naziregimes (VVN) gehörte Heese an, für die er von 1949 bis 1950 die ehrenamtliche Aufgabe des zweiten Kreisvorsitzenden übernahm. Heese war ebenso zeitweise als Schöffe beim Amtsgericht Nauen tätig.

## Ehrungen
In seinem Geburtsort Nauen wurde eine Straße nach Otto Heese benannt.